# Place Vendôme
Place Vendôme (fransk udtale: plas vɑ̃dom) er et torv i Paris' 1. arrondissement, der ligger nord for Jardin des Tuileries og øst for Madeleinekirken. Pladsen markerer starten af Rue de la Paix. Med sin regelmæssige arkitektur af Jules Hardouin-Mansart og udsmykkede skærme hen over pladsens hjørner har den et ottekantet udseende. Den oprindelige Vendôme-søjle i pladsens midte blev rejst af Napoleon 1. for at mindes slaget ved Austerlitz. Den blev revet ned 16. maj 1871 på dekret af Pariserkommunen, men blev efterfølgende genrejst og er stadig i dag et fremtrædende kendetegn for torvet.
I det nordvestlige hjørne af pladsen ligger luksushotellet Hôtel Ritz Paris.

## Historie
Place Vendôme blev oprindeligt anlagt i 1702 som et monument over Louis XIV's hæres glorværdighed. Oprindeligt hed pladsen Place des Conquêtes ("Erobringernes plads"), men blev senere omdøbt til Place Louis le Grand ("Louis den Stores Plads"), da hans erobringer viste sig at være af midlertidig karakter. En rytterstatue i overstørrelse blev placeret midt på pladsen af François Girardon; den antages at have været den første store, moderne rytterstatue der blev støbt i et enkelt stykke. Den blev ødelagt under den Franske Revolution, om end et lille stykke af den er bevaret på Louvre. Dette førte til den populære betragtning, at mens Henri IV opholdt sig blandt folket på Pont Neuf og Louis XIII blandt aristokratiet på Place des Vosges, foretrak Louis XIV skatteopkrævernes selskab på Place Vendôme, således at hver søgte det selskab de holdt sig i livet.
| | \| - N°1 : Hôtel Batailhe de Francès - N°3 : Hôtel de Coëtlogon - N°5 : Hôtel d'Orsigny - N°7 : Hôtel Le Bas de Montargis - N°9 : Hôtel de Villemaré - N°11 : Hôtel de Simiane - N°13 : Hôtel de Bourvallais - N°15 : Hôtel de Gramont - N°17 : Hôtel de Crozat - N°19 : Hôtel d'Évreux - N°21 : Hôtel de Fontpertuis - N°23 : Hôtel de Boullongne - N°25 : Hôtel Peyrenc de Moras \| - N°2 : Hôtel Marquet de Bourgade - N°4 : Hôtel Heuzé de Vologer - N°6 : Hôtel Thibert des Martrais - N°8 : Hôtel Delpech de Chaunot - N°10 : Hôtel de Latour-Maubourg - N°12 : Hôtel Baudard de Saint-James - N°14 : Hôtel de La Fare - N°16 : Hôtel Moufle - N°18 : Hôtel Duché des Tournelles - N°20 : Hôtel de Parabère - N°22 : Hôtel de Ségur - N°24 : Hôtel de Boffrand - N°26 : Hôtel de Noce - N°28 : Hôtel Gaillard de la Bouëxière \| |
| - N°1 : Hôtel Batailhe de Francès - N°3 : Hôtel de Coëtlogon - N°5 : Hôtel d'Orsigny - N°7 : Hôtel Le Bas de Montargis - N°9 : Hôtel de Villemaré - N°11 : Hôtel de Simiane - N°13 : Hôtel de Bourvallais - N°15 : Hôtel de Gramont - N°17 : Hôtel de Crozat - N°19 : Hôtel d'Évreux - N°21 : Hôtel de Fontpertuis - N°23 : Hôtel de Boullongne - N°25 : Hôtel Peyrenc de Moras | - N°2 : Hôtel Marquet de Bourgade - N°4 : Hôtel Heuzé de Vologer - N°6 : Hôtel Thibert des Martrais - N°8 : Hôtel Delpech de Chaunot - N°10 : Hôtel de Latour-Maubourg - N°12 : Hôtel Baudard de Saint-James - N°14 : Hôtel de La Fare - N°16 : Hôtel Moufle - N°18 : Hôtel Duché des Tournelles - N°20 : Hôtel de Parabère - N°22 : Hôtel de Ségur - N°24 : Hôtel de Boffrand - N°26 : Hôtel de Noce - N°28 : Hôtel Gaillard de la Bouëxière |

## Vendôme-søjlen
Arbejdet på den originale søjle blev påbegyndt i 1806, på bestilling af Napoleon 1., og stod færdig i 1810. Den blev udført efter model af Trajans søjle for at fejre slaget ved Austerlitz. Søjlen er beklædt med en spiral af 425 basrelieffer i bronze, der er lavet af metal fra kanoner taget fra hele Europas hære, ifølge Napoleons propaganda; det normalt angivne tal er voldsomt overdrevet, idet blot 133 kanoner faktisk blev taget ved Austerlitz.[kilde mangler] Reliefferne blev designet af billedhuggeren Pierre-Nolasque Bergeret og blev udført af et hold af billedhuggere bestående af Jean-Joseph Foucou, Louis-Simon Boizot, François Joseph Bosio, Lorenzo Bartolini, Claude Ramey, François Rude, Corbet, Clodion and Henri-Joseph Ruxthiel.[kilde mangler]
Der stod oprindeligt en statue af en barhovedet Napoleon, kronet med laurbærblade, på toppen af søjlen. Statuen holdt et sværd i højre hånd og i venstre en globus med en statue af Victoria stående på toppen, som hos "Napoleon som Fredsskaberen Mars".[kilde mangler]
I 1816 benyttede en folkeskare sig af de allieredes besættelse af byen og forsøgte, ved hjælp af heste og et kabel gjort fast om statuens hals, at trække statuen ned, men den blev stående urokkeligt fast. En kvinde skulle have fastslået at "om kejseren sidder så sikkert på sin trone som denne statue på sin søjle, er han ikke i nærheden af at vælte fra tronen."[kilde mangler]
Efter Bourbonrestaurationen blev statuen trukket ned og smeltet om for at skaffe bronze til en nystøbning af Henrik 4.s rytterstatue på Pont Neuf, sammen med bronze fra skulpturer på Colonne de la Grande Armée i Boulogne-sur-Mer, omend statuetten af Victoria stadig kan ses i salon Napoleon på Hôtel des Monnaies i Paris. Samme sted har også en model af søjlen, samt en afbildning af Napoleons ansigt kopieret fra hans dødsmaske.[kilde mangler] Nyere erstatningsstatuer af en fuldt påklædt Napoleon blev senere rejst af henholdsvis Louis-Philippe af Frankrig og Napoleon 3.[kilde mangler]
Under Pariserkommunen i 1871 foreslog maleren Gustave Courbet, der var valgt som medlem af Kommunen, at søjlen skulle skilles ad og flyttes til bevaring på Hôtel des Invalides. Hans argument lød:
| Citat | Givet at Vendôme-søjlen er et monument ganske uden kunstnerisk værdi, der kun tjener til at bevare det tidligere dynastis ideer om krig og erobring, som misbilliges ud fra en republikansk nations værdier, ønsker borger Courbet at regeringen vil tillade ham at skille denne søjle ad." | Citat |
|       | |       |